# Коламбія (Нью-Йорк)
Коламбія (англ. Columbia) — місто (англ. town) в США, в окрузі Геркаймер штату Нью-Йорк. Населення — 1569 осіб (2020).

## Демографія
Згідно з переписом 2010 року, у місті мешкало 1580 осіб у 610 домогосподарствах у складі 448 родин. Було 675 помешкань
Расовий склад населення:
| - 97,0 % — білих - 0,6 % — чорних або афроамериканців - 0,3 % — корінних американців - 0,3 % — азіатів |

До двох чи більше рас належало 1,5 %. Частка іспаномовних становила 1,3 % від усіх жителів.
За віковим діапазоном населення розподілялося таким чином: 22,6 % — особи молодші 18 років, 63,1 % — особи у віці 18—64 років, 14,3 % — особи у віці 65 років та старші. Медіана віку мешканця становила 43,7 року. На 100 осіб жіночої статі у місті припадало 107,1 чоловіків;  на 100 жінок у віці від 18 років та старших — 106,2 чоловіків також старших 18 років.
Середній дохід на одне домашнє господарство  становив 63 400 доларів США (медіана — 53 125), а середній дохід на одну сім'ю — 69 356 доларів (медіана — 63 333). Медіана доходів становила 46 000 доларів для чоловіків та 34 167 доларів для жінок. За межею бідності перебувало 14,4 % осіб, у тому числі 21,9 % дітей у віці до 18 років та 9,7 % осіб у віці 65 років та старших.
Цивільне працевлаштоване населення становило 770 осіб. Основні галузі зайнятості: освіта, охорона здоров'я та соціальна допомога — 25,5 %, виробництво — 13,8 %, сільське господарство, лісництво, риболовля — 9,6 %, роздрібна торгівля — 7,3 %.